# Allocapnia ozarkana
Allocapnia ozarkana är en bäcksländeart som beskrevs av Ross 1964. Allocapnia ozarkana ingår i släktet Allocapnia och familjen småbäcksländor. Inga underarter finns listade i Catalogue of Life.